# Gmina Luleå
Gmina Luleå (szw. Luleå kommun) – gmina w Szwecji, w regionie Norrbotten, siedzibą jej władz jest Luleå.
Pod względem zaludnienia Luleå jest 25. gminą w Szwecji. Zamieszkuje ją 72 565 osób, z czego 49,49% to kobiety (35 913) i 50,51% to mężczyźni (36 652). W gminie zameldowanych jest 3128 cudzoziemców. Na każdy kilometr kwadratowy przypada 40,16 mieszkańca. Pod względem wielkości gmina zajmuje 47. miejsce.